# ذي الضرب (بعدان)

تعديل مصدري - تعديل

ذي الضرب هي إحدى قرى عزلة الحرث بمديرية بعدان التابعة لمحافظة إب، بلغ تعداد سكانها 994 نسمة حسب تعداد اليمن لعام 2004.